# Fujiwara no Yoshifusa
Fujiwara no Yoshifusa (藤原良房?   804 – 7 de octubre de 872) fue el primero de los grandes regentes del clan Fujiwara durante el período Heian.

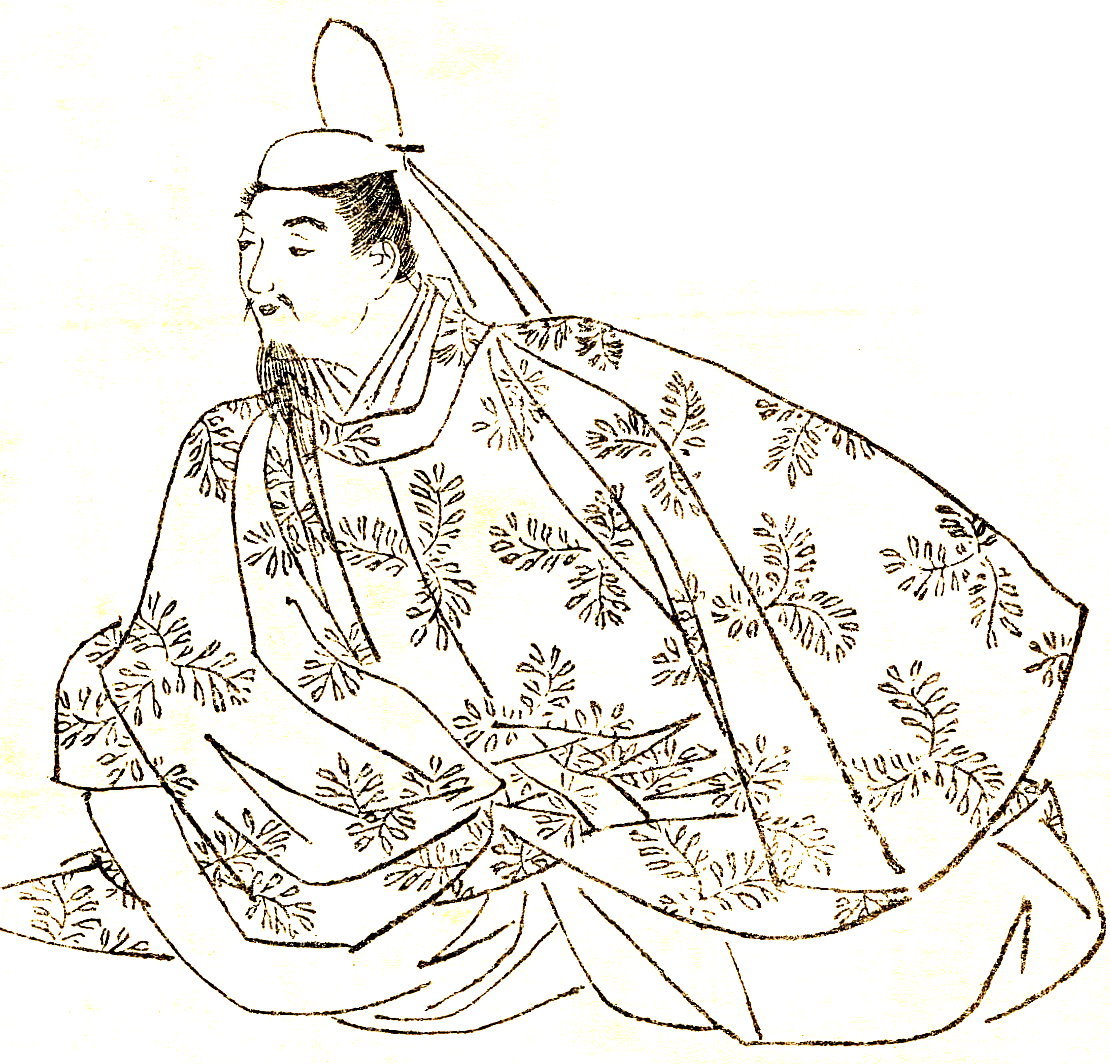
Fujiwara no Yoshifusa.

Habilidoso político, consiguió situar a su nieto como Emperador Seiwa y a sí mismo como regente y gobernante de facto. Fue el primer regente de la historia de Japón que no tuvo rango imperial.
- Datos: Q960841